# Ronde van Spanje 2020/Zeventiende etappe
De zeventiende etappe van de Ronde van Spanje 2020 werd verreden op 7 november tussen Sequeros en de Alto de la Covatilla. 
| Sequeros – Alto de la Covatilla (175,8 km) |                  |                       |          |
| Plaats                                     | Naam             | Ploeg                 | Tijd     |
| 1                                          | David Gaudu      | Groupama-FDJ          | 4u54'32" |
| 2                                          | Gino Mäder       | NTT Pro Cycling       | + 28"    |
| 3                                          | Jon Izagirre     | Astana Pro Team       | + 1'05"  |
| 4                                          | David de la Cruz | UAE Team Emirates     | z.t.     |
| 5                                          | Mark Donovan     | Team Sunweb           | + 1'53"  |
| 6                                          | Michael Storer   | Team Sunweb           | z.t.     |
| 7                                          | Guillaume Martin | Cofidis               | + 2'23"  |
| 8                                          | Richard Carapaz  | Team INEOS Grenadiers | + 2'35"  |
| 9                                          | Hugh Carthy      | EF Education First    | + 2'50"  |
| 10                                         | Primož Roglič    | Team Jumbo-Visma      | + 2'56"  |
|                                            |                  |                       |          |
| 16                                         | Stan Dewulf      | Lotto Soudal          | + 3'45"  |
| 20                                         | Wout Poels       | Bahrain McLaren       | + 3'51"  |

| Algemeen klassement |                     |                        |            |
| Plaats              | Naam                | Ploeg                  | Tijd       |
| Rode trui           | Primož Roglič       | Team Jumbo-Visma       | 69u17'59"  |
| 2                   | Richard Carapaz     | Team INEOS Grenadiers  | + 24"      |
| 3                   | Hugh Carthy         | EF Education First     | + 47"      |
| 4                   | Daniel Martin       | Israel Start-Up Nation | + 2'43"    |
| 5                   | Enric Mas           | Movistar Team          | + 3'36"    |
| 6                   | Wout Poels          | Bahrain McLaren        | + 7'16"    |
| 7                   | David de la Cruz    | UAE Team Emirates      | + 7'35"    |
| 8                   | David Gaudu         | Groupama-FDJ           | + 7'45"    |
| 9                   | Felix Großschartner | BORA-hansgrohe         | + 8'15"    |
| 10                  | Alejandro Valverde  | Movistar Team          | + 9'34"    |
|                     |                     |                        |            |
| 24                  | Kobe Goossens       | Lotto Soudal           | + 1u02'57" |

1e etappe ·
2e etappe ·
3e etappe ·
4e etappe ·
5e etappe ·
6e etappe ·
7e etappe ·
8e etappe ·
9e etappe ·
10e etappe ·
11e etappe ·
12e etappe ·
13e etappe ·
14e etappe ·
15e etappe ·
16e etappe ·
17e etappe ·
18e etappe
Startlijst · Eindstanden · Afbeeldingen